# Ranunculus meyeri
Ranunculus meyeri är en ranunkelväxtart som beskrevs av William Henry Harvey. Ranunculus meyeri ingår i släktet ranunkler, och familjen ranunkelväxter. Inga underarter finns listade i Catalogue of Life.